# Saadanius hijazensis
Genre
Espèce
Saadanius est un genre éteint de l'ordre des primates datant de l'Oligocène et qui serait apparenté à l’ancêtre commun des grands singes et plus largement à celui des singes catarrhiniens. Ce genre est représenté par une seule espèce, Saadanius hijazensis, connue par les restes d'un crâne fossilisé datant de 29 à 28 millions d’années (Oligocène inférieur) mis au jour en 2009 dans l'Ouest de l'Arabie saoudite, près de La Mecque.
Cette découverte permet d'affiner la question de la période de divergence entre hominoïdés (grands singes et humains) et cercopithécidés (macaques, cercopithèques...).
Le nom du genre, Saadanius, vient du mot arabe saadan qui désigne les singes. Le nom de l'espèce, hijazensis, est une référence à la région de l'Hedjaz, où les restes du crâne ont été découverts.